# ۱۶۹۷ (میلادی)
۱۶۹۷ (میلادی) هزار و ششصد و نود و هفتمین سال تقویم میلادی است.

## زادگان
- ۷ اکتبر – کانالتو، نقاش ایتالیایی (د. ۱۷۶۸)